# 市川竜男
市川 竜男（いちかわ たつお、1911年11月5日 - 没年不詳）は、日本の俳優、元子役である。市川 龍男と表記されることもある。本名は有田 信一（ありた しんいち）。旧芸名は市川 市松（いちかわ いちまつ）、市川 新藏（いちかわ しんぞう）、有田 晃之助（ありた こうのすけ）。父・市川幡谷と共に、マキノ・プロダクションなどのサイレント映画で活躍した二枚目俳優である。

## 来歴・人物
1911年（明治44年）11月5日、東京府東京市浅草区花川戸（現在の東京都台東区花川戸）に、映画俳優市川幡谷（本名有田松太郎、1888年 - 没年不詳）の子として生まれる。生年月日については、1910年（明治43年）11月1日の説もある。
1915年（大正4年）、満4歳の時に「市川 市松」を名乗り、弥生座で初舞台を踏む。1998年（平成10年）8月25日に発行された『チャンバラ王国 極東』（ワイズ出版）によれば、満3歳となる1914年（大正3年）から子役を務めていたという旨が記されている。以後、数年間舞台の修行に励み、その傍らで実父・幡谷が当時在籍していた帝国キネマ演芸製作のサイレント映画にも出演していた。1928年（昭和3年）11月1日、北海道にあった函館劇場での公演を最後に舞台を退き、父が在籍していたマキノ・プロダクション御室撮影所に、芸名を「市川 新藏」と改名して入社。同所の子役として活躍していたが、1929年（昭和4年）7月、芸名を「市川 龍男」を名乗り、またしても実父と共に東亜キネマ京都撮影所に移籍する。1930年（昭和5年）6月5日に公開された後藤岱山監督映画『剣魔白藤幻之介』や、同年6月29日公開の堀江源太郎改め堀江大生監督映画『助太刀妻恋坂』など多数の前髪物で活躍し、特に線の細い若侍役や気の弱い若旦那役を得意とした。
1929年（昭和4年）に発行された『日本映画俳優名鑑 昭和五年版』（映画世界社）など一部の資料によれば、京都府葛野郡花園村大字大籔25番地（現在の同府京都市右京区花園大藪町）、京都府京都市下京区花屋町櫛筍西入12番地と転々と住み、身長は5尺3寸（約160.6センチメートル）、体重は13貫200匁（約49.5キログラム）、趣味は日本舞踊で、羊羹が嗜好であり、好きな俳優はダグラス・フェアバンクス（1883年 - 1939年）である旨が記されている。
1931年（昭和6年）、実父と共に馘首され、東亜京都を退社。同年、芸名を「有田 晃之助」と改名して日活太秦撮影所時代劇部に移籍する。1932年（昭和7年）1月7日に公開された辻吉朗監督映画『討入以前』では浅野内匠頭役を演じたが、日活時代劇には馴染めず、間も無く芸名を「市川 龍男」に戻して東活映画社に移籍。その後、東活は直ぐに解散した為、1933年（昭和8年）に宝塚キネマ興行へ移籍、翌々1935年（昭和10年）には極東映画甲陽撮影所へ移籍するが、1936年（昭和11年）になると撮影所は古市白鳥園撮影所へ異動になるなど、三流キネマを転々とした。ところが、1937年（昭和12年）10月21日に公開された国島昌平監督映画『名槍日本號』以降の出演作品が見当たらず、また、同年に改組された極東キネマ株式会社に継続入社した様子もない。退社後の動向は不明だが、この後実演に出たものと思われ、1944年（昭和19年）4月、京都府京都市にあった新京極新富座で上演された大合同劇にて、初代中村吉十郎、片岡松右衛門、市川紅之助、林長之助、市川寿三郎、松園桃子と共演した記録が残っている。
1979年（昭和54年）10月23日に発行された『日本映画俳優全集』（キネマ旬報社）などでは、第二次世界大戦終結後の来歴は述べられておらず、以後の消息は不明・没年不詳とするが、『キネマ旬報』1964年2月下旬号によれば、終戦直後の1945年（昭和20年）にえくらん社へ入社していたといい、また、1963年（昭和38年）12月1日に開催された第8回「映画の日」中央大会において、映画業界に40年以上勤務した永年勤続功労章受章者として、杉狂児、武井龍三、大邦一公、浦辺粂子らと共に表彰されている。晩年の消息は伝えられていない。没年不詳。

## 芸名
- 有田 信一 （ありた しんいち） - 出生名・本名
- 市川 市松 （いちかわ いちまつ） - 帝国キネマ演芸（初期）
- 市川 新藏 （いちかわ しんぞう） - マキノ・プロダクション（1928年 - 1929年）
- 市川 龍男 （いちかわ たつお） - 東亜キネマ、東活映画社、宝塚キネマ興行、極東映画（1929年 - 1931年・1932年 - 1937年）
- 有田晃之助 （ありた こうのすけ） - 日活太秦撮影所（1931年 - 1932年）

## 出演作品

### 初期
全て製作・配給は「帝国キネマ演芸」、全てサイレント映画、全て「市川市松」名義である。
- 『孝子の龍神の面』：監督森要、1925年1月21日公開 - その子金太郎（少年時代）
- 『目明し惣七 前篇 二人の復讐者』：監督後藤秋声、1925年3月12日公開 - 稲妻銀次
- 『目明し惣七 後篇 二人の復讐者』：監督後藤秋声、1925年3月19日公開 - 稲妻銀次

### マキノ・プロダクション御室撮影所
全て製作は「マキノ・プロダクション御室撮影所」、配給は「マキノ・プロダクション」、全てサイレント映画、全て「市川新蔵」名義である。
- 『柳生二蓋笠』：監督中島宝三、1928年12月12日公開 - 柳生又十郎
- 『阿呆重』：監督中島宝三、1929年1月20日公開
- 『水戸黄門 東海道篇』：監督中島宝三、1929年2月1日公開 - 九文竜の長次（九紋龍の長次[5]）
- 『豊大閤 足軽篇』：監督中島宝三、1929年3月21日公開 - 川島守平、羽室米蔵【2役】
- 『剣侠乱舞 前篇』：監督中島宝三、1929年4月26日公開
- 『剣侠乱舞 後篇』：監督中島宝三、1929年5月31日公開
- 『續水戸黄門』（『後の水戸黄門』）：監督中島宝三、1929年5月17日公開 - 九文竜の長次

### 東亜キネマ京都撮影所
特筆以外、全て製作は「東亜キネマ京都撮影所」、配給は「東亜キネマ」、全てサイレント映画、全て「市川龍男」名義である。
- 『仇討浄瑠璃坂 前篇』：監督後藤岱山、1929年10月15日公開 - 内蔵允息源八郎
- 『仇討浄瑠璃坂 後篇』：監督後藤岱山、1929年11月1日公開 - 内蔵允息源八郎
- 『鞍馬八剣士』：監督後藤岱山、1929年11月29日公開
- 『刃影走馬燈 前篇』：監督新居重明、1930年2月21日公開 - 相良俊之助
- 『刃影走馬燈 後篇』：監督広瀬五郎、1930年4月26日公開
- 『魔剣白藤幻之介』（『剣魔白藤幻之介』[5]）：監督後藤岱山、1930年6月5日公開 - 主演
- 『助太刀妻恋坂』：監督堀江大生、1930年6月29日公開 - 弁天小僧
- 『三剣怒濤に躍る』：監督後藤岱山、1930年8月14日公開
- 『裏切小天狗』（『裏切り小天狗』[5]）：監督石田民三、1930年9月19日公開 - 主演
- 『悲恋比翼塚』：監督堀江大生、1930年10月10日公開 - 主演
- 『天晴れ若者』：監督下村八郎、1930年月日不明公開 - 主演
- 『黒竜白虎の三勇士』：監督堀江大生、1931年1月5日公開 - 石川門弥
- 『南国太平記 第一・第二篇』：監督山口哲平、1931年1月10日公開 - 仙波小太郎
- 『南国太平記 双竜篇』：監督山口哲平、1931年1月15日公開 - 仙波小太郎
- 『戦法騎兵隊』（『戦法奇兵隊』）：監督山口哲平、製作東亜キネマ等持院撮影所、1931年4月8日公開
- 『建国黒頭巾 前篇』：監督橋本松男、1931年4月22日公開 - 主演
- 『建国黒頭巾 後篇』：監督重政順、1931年5月6日公開 - 主演
- 『南国太平記 爆発篇』：監督山口哲平、1931年7月1日公開 - 仙波小太郎

### 日活太秦撮影所
全て製作は「日活太秦撮影所」、配給は「日活」、全てサイレント映画、全て「有田晃之助」名義である。
- 『新釈 弁天小僧』：監督清瀬英次郎、1931年11月20日公開 - 赤星十三
- 『討入以前』：監督辻吉朗、1932年1月7日公開 - 浅野長矩（浅野内匠頭）
- 『維新の刹那』：監督渡辺邦男、1932年4月15日公開 - 片山一郎
- 『暴風の佐渡へ』：監督深川ひさし、1932年7月1日公開
- 『木曽路の鴉』：監督清瀬英次郎、1932年7月8日公開 - 結城屋豊次郎
- 『名人巾着切』：監督清瀬英次郎、1932年9月22日公開 - 箕浦勝太郎

### 宝塚キネマ
全て製作・配給は「宝塚キネマ興行」、全てサイレント映画、以降全て「市川龍男」名義である。
- 『天変二筋道』：監督堀江大生、1933年4月7日公開 - 養子左馬之介（主演）
- 『鳴子八天狗 前篇』：監督後藤岱山、1933年6月1日公開 - 島原政弥（宇津木政弥）
- 『搦繰大納言』（『からくり大納言』[5]）：監督堀江大生、1933年6月9日公開 - 萩田頼母
- 『巷説どくろ頭巾』：監督仁科熊彦・大伴麟三、1933年8月1日公開
- 『仮面の紅騎兵』：監督堀江大生、1933年9月8日公開 - 弟英三郎
- 『神風八幡隊 前篇』：監督堀江大生、1933年9月14日公開 - 尾形宅馬
- 『神風八幡隊 後篇』：監督堀江大生、1933年10月12日公開 - 尾形宅馬
- 『艶姿影法師 陽炎篇』：監督仁科熊彦、1933年11月1日公開 - お小姓伝次

### 極東映画
特筆以外、全て製作・配給は「極東映画」、特筆以外は全てサイレント映画である。
- 『聖剣 荒木又右衛門』（『荒木又右衛門』『剣聖荒木又右衛門』[5]）：監督仁科熊彦、製作極東映画甲陽撮影所、1935年5月30日公開 - 宵寝の惣次
- 『木曾しぐれ三度笠』：監督仁科熊彦、1935年7月5日公開 - 仙太[5]
- 『天晴平助功名録』：監督古海卓二、1935年7月25日公開 - 阿久根三四郎[5]
- 『神風豪鬼隊 前篇』：監督金田繁、1935年9月6日公開[5]
- 『神風豪鬼隊 後篇』：監督金田繁、1935年11月21日公開[5]
- 『侠刃御嶽颪』：監督米沢正夫、1935年10月10日公開
- 『伊達誠忠録』：監督仁科熊彦、1935年10月15日公開 - 板倉内膳正 ※サウンド版
- 『日月走馬燈』：監督米沢正夫、1935年11月30日公開[5]
- 『梅桜肥後の駒下駄』：監督仁科熊彦、1936年3月15日公開 - 中川縫之助
- 『銭五曼陀羅』：監督後藤岱山、1936年5月14日公開[5]
- 『荒海の虹 前後篇』：監督後藤岱山、1936年8月22日公開[5]
- 『渦潮の果 前篇』：監督米沢正夫、1937年4月1日公開[5]
- 『渦潮の果 後篇』：監督米沢正夫、1937年4月15日公開[5]
- 『怪盗天魔剣』：監督西藤八耕、1937年4月22日公開[5]
- 『尼子十勇士』：監督山口哲平、1937年5月13日公開[5]
- 『忍術戸隠八剣士』：監督山口哲平、1937年8月12日公開 - 八剣士 ※サウンド版
- 『元禄だんだら染』（『幽霊助太刀』）：監督米沢正夫、1937年月日不明公開[5]
- 『青葉山大評定』（『青葉大評定』）：監督西藤八耕、1937年10月7日公開[5]
- 『名槍日本號』：監督国島昌平、1937年10月21日公開[5]